# Walter Winterburn
Walter de Winterburn OP (c. 1225, Salisbury, Reino da Inglaterra – Génova, Itália, 24 de setembro de 1305) foi um cardeal inglês dominicano da Igreja Católica.

## Biografia

### Início da vida religiosa
Ingressou na Ordem Dominicana ainda jovem e tornou-se conhecido por sua erudição, prudência e santidade de vida. Eduardo I, Rei da Inglaterra, o escolheu como seu confessor e diretor espiritual. Foi provincial de sua ordem na Inglaterra de 1290 a 1298.

### Cardinalato
Foi criado cardeal-presbítero de Santa Sabina em 19 de fevereiro de 1304 pelo Papa Bento XI.
Em 1305, após ter participado da eleição de Clemente V no conclave, Walter partiu de Perúgia com vários outros cardeais para se juntar ao papa na França, mas em Génova, foi acometido por uma doença, durante a qual foi assistido pelo Decano do Colégio dos Cardeais, Niccolò Albertini.

### Morte e legado
Walter Winterburn morreu em 24 de setembro de 1305 aos 80 anos.
Seus restos mortais foram inicialmente sepultados na igreja de sua ordem em Génova, mas posteriormente foram transferidos para Blackfriars, Londres e sepultados no convento ao qual ele havia solicitado em vida.
Nicholas Trivet, um cronista anglo-normando que era seu amigo próximo, escreveu que Walter Winterburn era um homem dotado de muitas qualidades superiores, naturais e sobrenaturais. Segundo Trivet, ele era profundamente versado em conhecimento, agraciado com rara modéstia e uma disposição gentil — um modelo de piedade religiosa e de erudição madura que, apesar de numerosos deveres no claustro e na corte imperial, nunca encurtou suas horas de oração.
Deixou diversas obras sobre filosofia e teologia, entre as quais se destacam:
- Commentarium in IV sententiarum libros
- Quaestiones theologicae, muito em uso naquela época
- Sermones ad clerum et coram rege habiti